# Laminariales
Le laminariali (Laminariales Mig., 1908) sono un ordine di alghe brune della classe Feoficee.
L'ordine comprende un centinaio di specie, molte delle quali sono conosciute con il nome comune di laminarie (in senso estensivo - propriamente "laminarie" indica il genere Laminaria, che ha dato nome all'ordine) oppure anche con il termine inglese kelp.

## Caratteristiche
Generalmente il corpo (tallo evoluto, detto cormoide) è costituito di strutture laminari simili a foglie, supportate da fusti allungati (stipiti). Una struttura simile a una radice (rizoide) ancora l'alga al fondo.
Sono frequenti vesciche piene di gas (aerocisti o pneumatocisti) che sostengono la pianta e avvicinano le fronde alla luce solare. Queste vesciche sono comuni anche in altri ordini di alghe brune, p.es. nelle Fucali.
La riproduzione, come in tutte le alghe, avviene per mezzo di spore. Il ciclo vitale è aplodiplonte con sporofito dominante.
Le laminarie possono formare delle associazioni vegetali denominate "praterie" (o anche "foreste", per le specie di maggiori dimensioni).
Le laminarie più grandi (p.es. Macrocystis pyrifera, Nereocystis luetkeana) possono raggiungere altezze di 20-30m (in casi eccezionali di oltre 50m).

## Distribuzione
Le laminariali sono alghe marine, diffuse in tutti i mari del mondo, generalmente in prossimità delle coste.
L'habitat ideale per le laminarie è costituito da acque poco profonde, ricche di nutrienti e non troppo calde (sotto i 20 °C). Queste condizioni si trovano per esempio lungo le coste della California, dove il clima è soleggiato ma l'acqua è resa più fresca dalla Corrente della California.

## Importanza economica

### Cucina
Molte laminarie sono commestibili.
Tra queste, è particolarmente importante l'alga kombu largamente usata nella cucina giapponese - propriamente Saccharina japonica (sin. Laminaria japonica), sostituita a volte da altre specie affini, p.es. Laminaria digitata. Un'altra alga bruna usata nella cucina giapponese è Undaria pinnatifida (wakame), che appartiene sempre all'ordine delle Laminariali ma a una diversa famiglia (Alariacee). Ancora a un'altra famiglia (Lessoniacee) del medesimo ordine appartiene l'arame (Ecklonia bicyclis).
Si noti che la cucina giapponese fa uso anche di alghe appartenenti ad altri gruppi tassonomici, p.es. l'alga hijiki, che è un'alga bruna dell'ordine delle Fucali, e l'alga nori, che è un'alga rossa.
Anche nella cucina coreana si fa uso di Saccharina japonica, p.es. negli spaghetti di alghe (cheonsa-chae). Questa specie si è diffusa in tempi relativamente recenti (prima metà del Novecento) anche nella cucina cinese.
In Groenlandia, in Islanda e nelle Isole Britanniche è tradizionale il consumo alimentare di Alaria esculenta, alga affine al wakame giapponese.

### Erboristeria e cosmetica
Le laminarie sono utilizzate come integratori alimentari in erboristeria e in dietologia.
Sono utilizzate anche come creme in cosmetica.

### Alimentazione del bestiame
Lungo le coste atlantiche della Francia, dove si registrano maree imponenti, le alghe lasciate dalla marea (un misto di varie specie tra cui in prevalenza laminarie) vengono raccolte (goémon) e utilizzate per l'alimentazione del bestiame.

### Materia prima industriale
Le laminarie sono largamente utilizzate per la produzione industriale di alginati.
Inoltre, insieme ad altri gruppi di alghe, sono materia prima per l'estrazione dello iodio.

### Coltivazione
A partire dagli anni '50, Saccharina japonica in tutto l'oriente non viene solo raccolta allo stato selvatico, ma anche coltivata, con produzioni che superano oramai le 700.000 t all'anno.
La coltivazione, destinata sia all'alimentazione che agli usi industriali, avviene facendo crescere le piantine su corde.

## Tassonomia
L'ordine comprende oltre un centinaio di specie suddivise in 8 o 9 famiglie:
- Agaraceae Postels & Ruprecht (ca. 10 specie)
- Akkesiphycaceae H.Kawai & H.Sasaki (1 specie)
- Alariaceae Setchell & N.L.Gardner (ca. 20 specie)
- Arthrothamnaceae (solo AlgaeBase)
- Aureophycaceae (solo AlgaeBase) (1 specie)
- Chordaceae Dumortier (ca. 4 specie)
- Costariaceae .E.Lane, C.Mayes, Druehl & G.W.Saunders (solo WoRMS) (ca. 10 specie)
- Laminariaceae Bory de Saint-Vincent (ca. 60 specie)
- Lessoniaceae Setchell & Gardner (ca. 30 specie)
- Pseudochordaceae Kawai & Kurogi (2 specie)